# ETAP
ETAP, afkorting van 'ElektroTechnische APparaten', is een Belgische onderneming.

## Historiek
Het bedrijf werd in 1949 opgericht door Norbert Joris en was gehuisvest in een loods op het Eilandje te Antwerpen. Aanvankelijk was de onderneming actief in het herwikkelen van elektrische motoren voor de scheepvaart. Later werden de activiteiten uitgebreid tot verlichting. In 1960 verhuisde de verlichtingsafdeling naar Malle.
In 1970 werd, naar aanleiding van de brand in het Brusselse warenhuis Innovation, gestart met de productie van noodverlichtingsarmaturen. En in 1987 werd het bedrijf actief op het vlak van controle- en regelsystemen voor noodverlichting.
Eveneens in 1970 werd het zusterbedrijf ETAP Yachting opgericht, een bedrijf dat zeilschepen produceerde. In 2008 werd het bedrijf verkocht aan het Duitse Dehler, die het een jaar later failliet liet gaan.

## Structuur
Voorzitter van de raad van bestuur is Christ'l Joris. De hoofdzetel van het bedrijf is gevestigd op de Antwerpsesteenweg 130 te Malle.
Naast de Belgische markt is het bedrijf actief in Nederland, Frankrijk, Duitsland, Spanje, Portugal, Zweden en Italië. Tevens was het bedrijf van 2004 tot 2017 actief in het Verenigd Koninkrijk.